# Гверчино
Ђовани Франческо Барбијери (итал. Giovanni Francesco Barbieri; 8. фебруар 1591, Ченто—22. децембар 1666, Болоња), боље познат као Гверчино (итал. Guercino), био је италијански сликар из епохе Барока.

## Галерија
- Аурора
- Сузана и старци
- Клеопатра
- Краљ Давид са виолином